# La hija del engaño
La hija del engaño es una película de comedia y drama mexicana de 1951, dirigida por Luis Buñuel, escrita por Luis y Janet Alcoriza, y protagonizada por Fernando Soler, Alicia Caro y Fernando Soto "Mantequilla. Está basada en el sainete Don Quintín, el amargao de Carlos Arniches y José Estremera.
Forma parte de las producciones comerciales  —películas «genéricas y de línea de montaje»— que le ofrecieron a Buñuel dirigir durante su estancia en México. Buñuel había sido previamente guionista, aunque sin acreditar, de una adaptación cinematográfica anterior de Don Quintín, el amargao realizada en su España natal en 1935. Como resultado, se trata de la única obra de la que Buñuel hizo dos versiones.

## Argumento
Don Quintín, hombre de sólidos principios morales, sorprende a su esposa María en pleno adulterio y la expulsa de su casa. Despechada, esta le dice que Marta, la hija que él cree de ambos, en realidad no es hija suya. Quintín se deshará entonces de su hija, dejándola a cargo de un matrimonio, que será el que se ocupe de la niña. Pero años más tarde María confesará a don Quintín la verdad.

## Reparto
- Fernando Soler como Quintín Guzmán.
- Alicia Caro como Marta.
- Fernando Soto "Mantequilla" como Angelito (como Fernando Soto "Mantequilla").
- Rubén Rojo como Paco.
- Nacho Contla como El Jonrón.
- Amparo Garrido como Jovita.
- Lily Aclemar como María.
- Álvaro Matute como Julio.
- Roberto Meyer como Lencho García.
- Conchita Gentil Arcos como Toña García.
- Francisco Ledesma como Don Laureano, cantinero.
- Armando Acosta como Mesero (no acreditado).
- Armando Arriola como Jugador (no acreditado).
- Victorio Blanco como Jugador (no acreditado).
- Lupe Carriles como Mujer en la calle (no acreditada).
- Enrique Carrillo como Policía (no acreditado).
- Gerardo del Castillo como Anunciador de cabaret (no acreditado).
- Enedina Díaz de León como Vecina (no acreditada).
- José Escanero como Jugador (no acreditado).
- Jesús García como Espectador de accidente (no acreditado).
- Isabel Herrera como Espectadora de accidente (no acreditada).
- Cecilia Leger como Vecina (no acreditada).
- Xavier Loyá como Jugador joven (no acreditado).
- Pepe Martínez como Cantinero (no acreditado).
- Lucrecia Muñoz como Clienta en cabaret (no acreditada).
- Rubén Márquez como Hombre bailando en cabaret (no acreditado).
- Ignacio Peón como Cliente (no acreditado).
- Jorge Pérez como Joven chismoso (no acreditado).
- Salvador Quiroz como Encargado en estación de tren (no acreditado).
- Polo Ramos como Mensajero (no acreditado).
- Joaquín Roche como Hombre en restaurante (no acreditado).
- Félix Samper como Anciano pateado (no acreditado).
- Hernán Vera como Amigo de Lencho (no acreditado).
- Acela Vidaurri como Clienta en cabaret (no acreditada).

## Lanzamiento
La película se estrenó el 29 de agosto de 1951.